# St. Pankratius (Fügenberg)

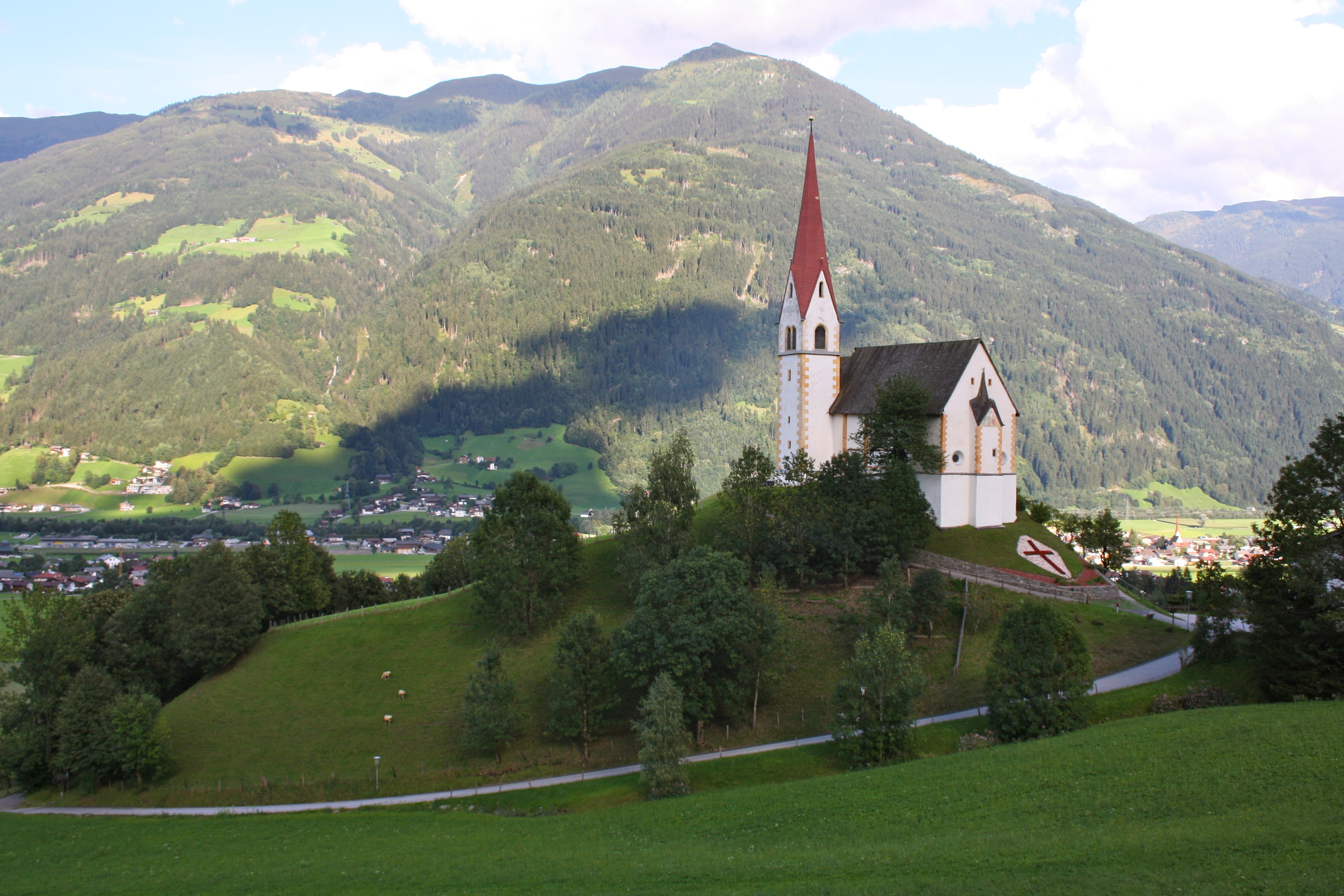
Wallfahrtskirche St. Pankratius

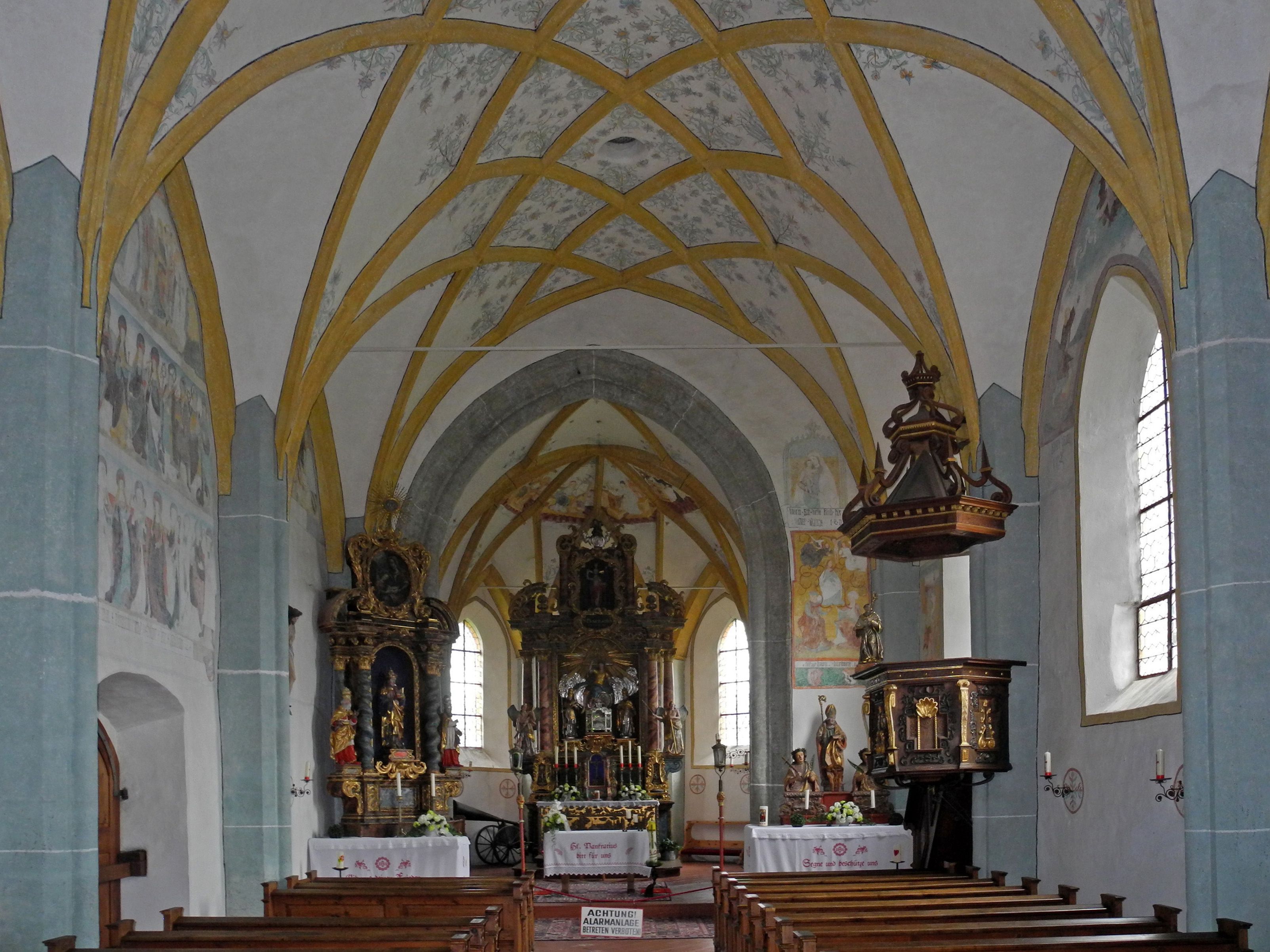
Innenansicht

St. Pankratius (auch St. Pankraz) ist eine römisch-katholische Wallfahrtskirche in Fügenberg im Zillertal. Das Kirchengebäude steht unter Denkmalschutz (Listeneintrag).

## Lage
Die Kirche befindet sich südwestlich von Fügen und nordwestlich von Kleinboden auf 667 m ü. A. in der Ortschaft Pankrazberg auf einem Hügel.

## Status
Die Pankrazkirche ist eine Filialkirche der Pfarre Mariae Himmelfahrt in Fügen des Dekanats Fügen-Jenbach in der Diözese Innsbruck.

## Geschichte
Eine den heiligen Pankratius gewidmete Kirche wird im Jahr 1338 erstmals urkundlich erwähnt: „Heinrich der Haitzenperger verkauft seine Leibeigenen an den Herrn sand Pangräcen.“ Die heutige gotische Kirche wurde von 1494 bis 1497 erbaut und zwischen 1520 und 1522 nach Westen hin erweitert. Sie gilt als bedeutendste gotische Kirche des Zillertals und als Meisterwerk der Spätgotik.

## Kircheninnenraum

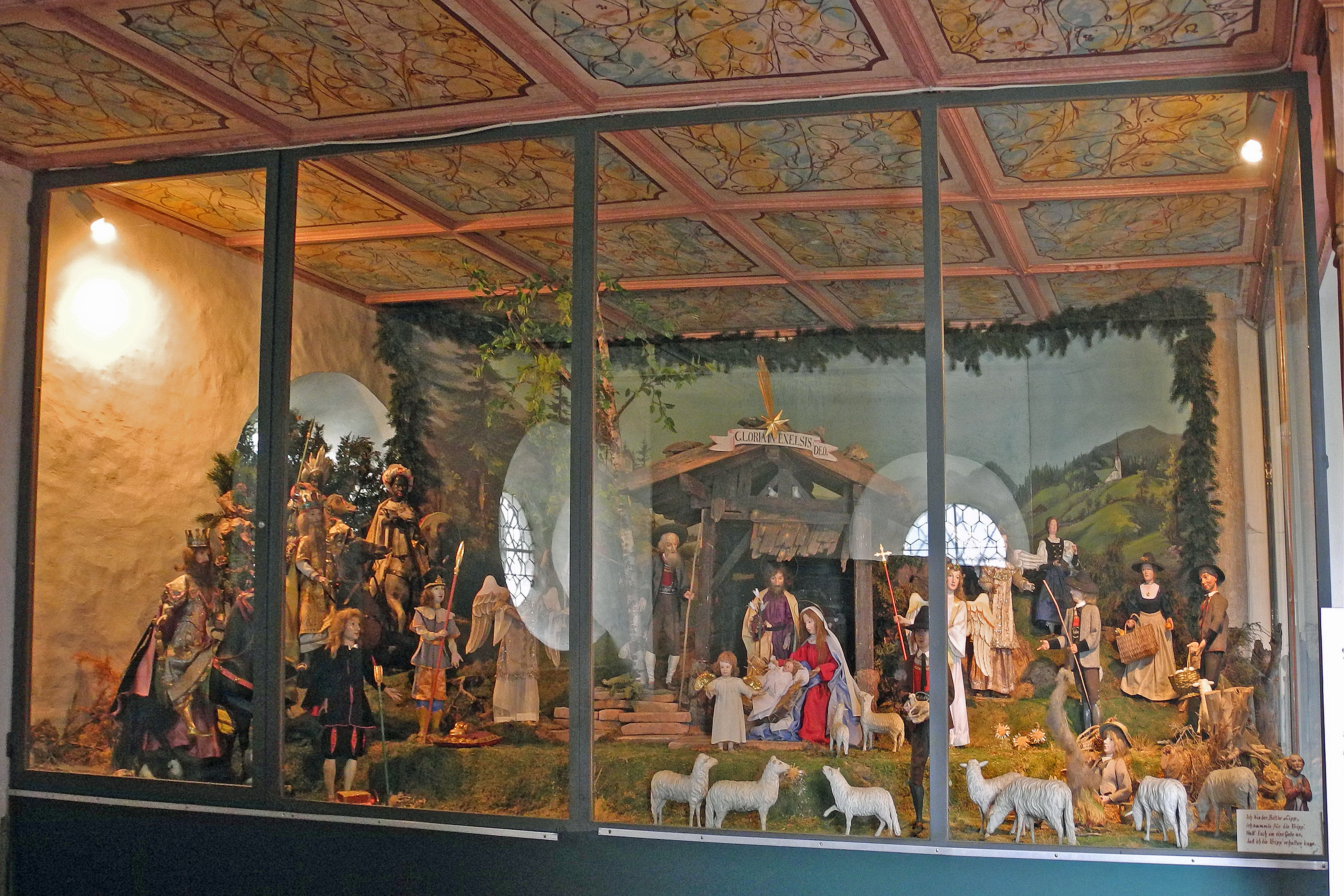
Ganzjährige Krippe

Der Hauptaltar sowie die beiden Seitenaltäre wurden  vom Bildhauer Michael Mayr aus Brixlegg erschaffen. Die Krippe, die seit einiger Zeit ganzjährig ausgestellt wird, wurde von Petrus Schmid dem Jüngeren im Jahre 1763 gebaut.

### Glocken
Die Kirche hat drei Glocken:
- Pankraz-Glocke aus dem Jahr 1582 von Hans Christoph Löffler aus Innsbruck. Sie wiegt 880 kg und ist auf den Ton „Fis“ gestimmt. Auf ihr sind 10 Medaillons befestigt.
- Die zweite Glocke aus dem Jahr 1604 stammt vom österreichischen Glockengießer Heinrich Reinhart. Sie wiegt 500 kg und ist auf den Ton „h“ gestimmt.
- Die kleinste Glocke aus dem Jahr 1947 stammt aus der Glockengießerei Oberascher. Sie wiegt 170 kg und ist dem hl. Leonhard geweiht und ist auf den Ton „dis“ gestimmt.

## Geschützter Landschaftsteil
Die Umgebung der Kirche wurde wegen ihrer Bedeutung für das Landschaftsbild im Hinblick auf Wallfahrtskirche zum geschützten Landschaftsteil erklärt.